# 24138 Бенджамінлу
24138 Бенджамінлу (24138 Benjaminlu) — астероїд головного поясу, відкритий 4 листопада 1999 року.
Тіссеранів параметр щодо Юпітера — 3,591.